# More than Honey
More than Honey (im TV auch More than Honey – Bitterer Honig) ist ein Dokumentarfilm des Schweizer Regisseurs Markus Imhoof aus dem Jahr 2012 über das weltweite Bienensterben von Kalifornien bis China.
Der Film wurde am 11. August 2012 auf dem Filmfestival von Locarno uraufgeführt und am 2. Oktober desselben Jahres auf dem Filmfest Hamburg gezeigt. Die Österreichpremiere erfolgte am 4. Oktober 2012. Am 25. Oktober folgte der Kinostart in der Deutschschweiz und am 28. November 2012 in der Romandie. In Deutschland war der Film nach dem 8. November 2012 und in Frankreich ab dem 20. Februar 2013 zu sehen.
Der Film wurde in der Schweiz zum erfolgreichsten Schweizer Kinofilm des Jahres 2012 und zum erfolgreichsten Schweizer Dokumentarfilm aller Zeiten. Die internationale Koproduktion hat neben dem Schweizer Filmpreis auch in Deutschland und in Österreich die jeweils höchste nationale Auszeichnung für Dokumentarfilme gewonnen.

## Inhalt
Der Dokumentarfilm „More than Honey“ geht dem weltweiten Bienensterben nach. Er legt dar, dass mehr als ein Drittel unserer Nahrungsmittel ohne das Zutun der Bienen, also ohne Bestäubung, nicht gedeihen würde. Albert Einstein wird zu diesem Sachverhalt der Ausspruch zugeschrieben: „Wenn die Bienen aussterben, stirbt der Mensch vier Jahre später aus.“ Allerdings ist ein solches Zitat dem Einstein-Institut in Israel nicht bekannt.
Der Film zeigt verschiedene Imker und ein Berliner Forscherteam bei ihrer Arbeit und beleuchtet deren Beziehung zu ihren Bienenvölkern. Und so wird das Leben der Bienen in ganz unterschiedlicher Art gezeigt, angefangen im Weiler Twirgi im Nessental (Gemeinde Gadmen, Berner Oberland), über die Königinnenzüchterinnen in Mariazell (Steiermark) und diverse Imker in den USA, bis hin zum Bienenforscherteam in Australien. Der Film versucht zu vermitteln, dass insbesondere das in den USA auftretende massenhafte Bienensterben (Colony Collapse Disorder) durch die industrielle Bienenhaltung begünstigt, wenn nicht sogar verursacht wird. Durch Massentierhaltung werden Krankheiten zwischen Bienenvölkern übertragen, was dazu führt, dass die Völker mit Medikamenten (z. B. Antibiotika) behandelt werden müssen. Langandauernde Transporte der Bienenvölker zwischen weit auseinander liegenden Obstplantagen in unterschiedlichen Klimazonen stressen die Bienenvölker zusätzlich. Als weiterer Faktor zeigt der Film die Behandlung dieser Plantagen durch Pestizide, die zu Schäden bei den Bienenvölkern führen. In gewissen Gegenden der Volksrepublik China seien die Bienen bereits ausgestorben und die Bestäubung der Blüten erfolge in Kleinarbeit durch den Menschen. Jede einzelne Blüte werde mit einem Wattebausch betupft, auf dem Blütenstaub haftet. Dies müsse als Warnung angesehen werden, wozu ein Bienensterben führen könne.
Gegen Ende geht der Film auf die aus den Medien bekannt gewordene „Killerbiene“ (Afrikanisierte Honigbiene) ein, die sich als wesentlich resistenter als die einheimischen Zuchtbienen erweist. Diese Bienen gelten zwar als resistenter, aber auch aggressiver. Es wird impliziert, dass die über viele Jahrzehnte angezüchtete „Sanftheit“ dazu geführt hat, dass Rassen der Westlichen Honigbiene wesentlich anfälliger gegenüber Krankheiten und Parasiten, insbesondere der Varroamilbe, geworden sind, da beispielsweise die Fähigkeiten zur Gegenwehr verkümmert sind.
Zum Schluss werden Bienen in Australien gezeigt, bei denen das Bienensterben noch nicht angekommen ist. Auf einer einsamen Insel im Pazifik wird versucht eine letzte Bienenkolonie für alle Zeiten anzusiedeln, als „Arche Noah der Bienen“.
Markus Imhoof und sein Team haben fünf Jahre an diesem Film gearbeitet.

## Kritik
Im Film wird behauptet, es gäbe in China Regionen, in denen die Bienen ausgestorben seien und wo man deshalb auf Handbestäubung umstellen musste. Diese Darstellung ist möglicherweise tendenziös, zumindest aber unvollständig. Die Jinhuali-Birne, eine chinesische Edelbirne, wird tatsächlich von Hand bestäubt, allerdings nicht aus Bienenmangel, sondern aus Gründen des Blütezeitpunkts und der Wirtschaftlichkeit.

## Auszeichnungen (Auswahl)
- Apisticus des Jahres 2018 für die Dokumentation „More than Honey“[9]
- Bayerischer Filmpreis 2013 in der Kategorie „Dokumentarfilm“
- PRIX DU PUBLIC – Publikumspreis der Solothurner Filmtage 2013[10]
- Schweizer Filmpreise 2013 in den Kategorien „Dokumentarfilm“ und „Filmmusik“
- Romy 2013 in den Kategorien „Beste Dokumentation Kino“ und „Bester Produzent Kino-Domumentation“
- Deutscher Filmpreis 2013 in der Kategorie „Dokumentarfilm“
- Prix Walo 2012 in der Sparte "Filmproduktion" (vergeben am 12. Mai 2013)
- Schweizer Kandidatur für einen Oscar in der Sparte «Bester ausländischer Film»
- Zürcher Filmpreis 2012 – Bester Dokumentarfilm
- Österreichischer Filmpreis – Beste Tongestaltung
- Gilde-Filmpreis – Bester Dokumentarfilm Filmkunstmesse Leipzig
- Deutscher Naturfilmpreis sowie Publikumspreis auf dem Darsser Naturfilmfestival
- Santa Barbara International Film Festival – Bester Dokumentarfilm
- Green Film Festival San Francisco –  Best Feature Award